# États généraux de l'enseignement supérieur de 1987
La réunion des États généraux du mouvement étudiant a été décidée par la dernière réunion de la coordination nationale étudiante, tenue peu après la victoire du mouvement contre le projet de loi Devaquet le 11 décembre 1986. Ces États généraux devaient permettre d’élaborer des revendications communes, de maintenir la pression sur le ministère et de conserver une liaison entre les étudiants mobilisés, syndiqués ou non.

## Une préparation difficile

### Matière grise sur l'université de demain
Une association, Matière grise sur l'université de demain, regroupant l’UNEF-ID, l’UNEF-SE, le PSA, les JEC et des étudiants non syndiqués est chargée de coordonner le travail des différentes commissions locales issues du mouvement. C’est donc tout naturellement à elle que revient la préparation des états généraux. Une première réunion nationale se tient les 16 et 17 janvier à la Sorbonne. Les organisateurs qui attendaient un millier d’étudiants doivent finalement se contenter d’à peine deux cents participants. Leurs inquiétudes sont renforcées par les propos de Daniel Cohn-Bendit, l’un des invités, qui fort de son expérience affirme que «lorsque le mouvement retombe, les groupes politiques s'engouffrent dans l'espace politique que le mouvement vient d'ouvrir.».
Si les discussions sur les sujets pédagogiques, les structures de l'université et son financement ont été riches, en revanche, l’organisation des États généraux a fortement divisée les participants. Il a notamment fallut se prononcer sur un appel lancé le 15 janvier (la veille de l’ouverture de la réunion) par les étudiants de Paris-VIII (Saint-Denis), Strasbourg et Nancy II qui ont invité toutes les universités à tenir, le 31 janvier à Saint-Denis, des assises préparatoires aux états généraux. La question du lieu notamment pose problème. Aux dires mêmes de Jean-François Kervan, un vice-président non-syndiqué de l’association, Saint-Denis n’est pas «neutre». En effet, ce campus est l’un des bastions de l’extrême gauche universitaire et de l’UNEF-SE. En conséquence, la direction de l’UNEF-ID et de nombreux non syndiqués rejettent ce choix. La réunion se termine donc, sur ce sujet, par une crise ouverte.

### Saint-Denis quand même
En l’absence de véritable réponse lors de la réunion précédente, l’appel des étudiants de Saint-Denis, Strasbourg et Nancy II a tenu lieu de facto de convocation. C’est donc à Saint-Denis, le 31 janvier, que les étudiants se retrouvent. Mais les rangs sont clairsemés. En outre, les délégués ont souvent été nommés par des assemblées générales peu importante. La direction de l’UNEF-ID qui entend profiter de son rôle dans la mobilisation de novembre décembre, s’est peu impliquée.
La réunion porte sur l’organisation des états généraux mais rapidement le débat s’enlise. Vingt heures de réunion, pour choisir une date, un lieu et le mode de désignation des délégués. Le choix de la ville organisatrice a été un vrai casse-tête. Plusieurs campus sont candidats. Ils disposent parfois d’un dossier fort bien préparé, comme Strasbourg. Mais ce n’est pas sur cela que se joue le choix. L’influence des syndicats dans la ville candidate compte beaucoup plus, d’où la difficulté du choix. Nanterre apparaît comme la candidate de l’UNEF-ID, Orsay celle de l’UNEF-SE, Toulouse et Strasbourg celles des indépendants. Finalement face au blocage de la discussion, les étudiants de Saint-Denis menacent de quitter la réunion et obtiennent, dans la foulée, que leur ville soit retenue. Le calendrier a posé moins de problème. Les États généraux ont été repoussés le plus tard possible c'est-à-dire les 27, 28 et 29 mars et des assises locales ont été prévues les 12 et 13 mars.
Reste le délicat problème de l’organisation de la réunion. L’UNEF-ID étant largement sous-représentée, l’UNEF-SE tente de profiter de la situation. Elle propose de désigner un bureau de seize délégués chargés de préparer les États généraux. Un tel comité, s’il était élu, serait sans doute marqué par la présence de nombreux militants de l’UNEF-SE. L’UNEF-ID et les non-syndiqués s’y opposent donc. Finalement, encore une fois, c’est le statu quo qui l’emporte. Le comité de liaison est confié à ceux qui sont à l’origine de la rencontre, c'est-à-dire les étudiants de Saint-Denis, Strasbourg et Nancy II.
Mais le principal point d’achoppement porte sur la désignation des délégués aux états généraux. Du choix qui va être fait, dépendra le poids des différents syndicats et des indépendants. Deux idées fortes dominent. Soit le nombre de délégués est le même pour chaque université soit il est proportionnel au nombre d’étudiants. L’UNEF-SE défend la première proposition, elle propose le chiffre de vingt-cinq élus par campus. Cette solution a l’avantage de mieux représenter les petites universités où ce syndicat est bien implanté. Au contraire l’UNEF-ID penche pour la méthode de la proportionnelle. Dans ce cas les gros campus, souvent des bastions de l’UNEF-ID, auraient une place prédominante. Le débat dure, diverses formules de désignations sont proposées des plus simples aux plus ubuesques. Finalement, le nombre de délégués sera proportionnel à la racine carrée du nombre d'étudiants. La démographie est donc respectée, sans trop défavoriser les petites universités.

### Le comité de liaison
Le comité de liaison remplit son office, il prépare activement les états généraux (réservation des lieux de discussion, hébergement, repas…). Il décide de convoquer une réunion de l’ensemble des universités les 7 et 8 mars pour faire le point.
Tous semble bien aller jusqu’à l’évocation de la situation financière. Une grande souscription nationale devait permettre de réunir 300 000 F mais au jour de la rencontre, seuls 20 000F sont dans les caisses. Ensuite, on fait le point de la situation sur le terrain. Globalement, les assises locales se passent bien. Une grève à Nice remobilise les participants, déjà remontés par les propos de Robert Pandraud sur la mort de Malik Oussekine.
Mais le débat dérape lorsqu’un délégué de Nanterre, encarté à l’UNEF-ID, propose que les États généraux fassent connaître leur soutien aux étudiants «en butte à des États ou à des pratiques anti-démocratiques, à l'Est comme à l'Ouest». Les étudiants communistes y voient une provocation. Finalement l’amendement est repoussé à une courte majorité. Mais les délégués ne sont pas au bout de leurs efforts. La délicate question du bureau du comité de liaison est à l’origine de la plus grave crise de la rencontre, beaucoup souhaitent l’élargir ou le réélire. Les jeux d’appareils font donc leurs retours. Après plusieurs heures de discussion sans résultat et, pour éviter un échec, c’est finalement le statu quo qui l’emporte, le bureau reste inchangé.

## Les États généraux
Ils s’ouvrent le 27 mars 1987, à Saint-Denis sur le campus de l’Université de Paris VIII. Ils doivent permettre de maintenir l’unité d’action du mouvement étudiant comme lors des mobilisations contre le projet de loi Devaquet. Ils doivent aussi être l’occasion de démontrer la maturité du mouvement étudiant, capable de faire des propositions pour l’enseignement supérieur et pas seulement de s’opposer à tel ou tel projet ministériel 

### Organisation
Les États généraux ont vocation à représenter l’ensemble des étudiants de l’enseignement supérieur et non simplement les universités. En outre, en marge des États généraux, s’est tenu un Forum international regroupant des étudiants qui avaient des contacts avec la coordination et/ou qui se sont mobilisés dans les mois précédant la réunion des États généraux.
L’organisation des États généraux fut un vrai casse tête pour le comité de liaison. La première difficulté est celle du financement. Mais l’implantation géographique de l’événement permet de trouver des solutions pour combler ce manque. Paris VIII Vincennes, réputée « de gauche», participe à l’organisation. Outre sa subvention de 30 000 F, elle a prêté ses locaux pour faire des salles de réunion ou des dortoirs. Qui plus est, la Ville de Saint-Denis, dirigée par les communistes, met à la disposition des étudiants un chapiteau de 45 m sur 60 m et offre divers services comme l’ouverture des douches d’un stade.
En théorie, tout était prévu. Tout, sauf le chauffage du chapiteau, or ce mois de mars 1987, est particulièrement gris et froid. La nuit, même sous le chapiteau, l’humidité et le froid (2 °C) sont saisissants. Les participants s’enroulent dans leurs sacs de couchage. En plus de ses difficultés climatiques, les délégués doivent affronter des assemblées plénière qui durent jusqu’au bout de la nuit, le rapport d’activité affirme que les étudiants ont passé « presque 3 jours sans dormir ». Malgré ces sessions sans fin, l’assemblée plénière n’a pas pu discuter de tous les points à l’ordre du jour. Les travaux de cinq commissions sur vingt et un n’ont pas pu être débattu en assemblée plénière. 
Toutefois, les organisateurs ont des raisons de se réjouir. D’abord, les États généraux ont été un succès en termes de participation étudiante avec plus d’un millier de délégués. La quasi-totalité des universités françaises ont envoyé des représentants, sauf les DOM-TOM et les universités de Corse, de Chambéry et la toute jeune Université du Havre. Aux universitaires, se sont joints des écoles de Beaux-arts, l’INALCO, huit écoles d’architectes, plusieurs classes préparatoires et des grandes écoles dont notamment, ENS et Sciences Po.
Pour faciliter les discussions sur les divers aspects de l’enseignement supérieur, les organisateurs ont prévu vingt-et-une commissions, allant de l’accès à l’enseignement supérieur (commission 1) à la question de l’emploi (commission 15) en passant par la pédagogie (commission 4), le financement (commission 8), l’aide sociale (commission 12). Mais loin de se limiter aux différents aspects de l’organisation de l’enseignement supérieur, les délégués ont aussi planché sur l’unité d’action dans le mouvement étudiant (commission 13), la cause des femmes (commission 17), l’anti-racisme (commission 18) et même les langues minoritaires (commission 21). Bref, tout ce qui touche de près ou de loin aux études a été abordé.

### Travaux des États généraux
Les États généraux se sont donné pour but d’organiser durablement le mouvement étudiant. Ils doivent aussi faire la démonstration que le syndicalisme étudiant ne se contente pas de réagir aux décisions du gouvernement mais, qu’il peut aussi faire des propositions.

#### Unité du mouvement étudiant
L’unité du mouvement étudiant est l’une des causes de la réunion des États généraux, reste à savoir le sens que l’on donne à ce désir d’unité. Philippe Darriulat, président de l'UNEF-ID, propose de son côté, aux délégués de reconstruire la « grande UNEF » sur le modèle du syndicat étudiant unique des années 1960. Mais le mouvement contre le projet de loi Devaquet, a essentiellement profité, en termes d’image, à l’UNEF-ID. Aussi les autres syndicats PSA, UNEF-SE et les indépendants se méfient de l’UNEF-ID qui serait tentée selon eux de vouloir l’unité à son seul profit. Aussi la réplique ne se fait pas attendre, pour l’UNEF-SE «Poser la question de la réunification comme préalable, c'est la poser en termes d'appareil» . Et Yann Cochin, l’un des représentants de Paris VIII, un indépendant très impliqué dans l’organisation des États généraux, de renchérir : «Nous ne sommes pas venus ici pour assister à des jeux d'appareil et pour que les uns et les autres se comptent sur notre dos. L'unité ne se décrète pas, elle se réalise patiemment et concrètement dans le quotidien» . Officiellement, l’unité est donc repoussé sine die, dans le quotidien, pour épargner aux États généraux les luttes d’appareil. Toutefois, l’idée de l’unité du mouvement étudiant, autour de l’UNEF-ID à défaut d’autres participants, fait son chemin. Les étudiants du CERES militants de l’UNEF-SE, ont déjà fait connaître leur intention de rejoindre l’UNEF-ID lors du prochain congrès de celle-ci. En outre, en pleine réunion de la commission 13 (celle consacrée à l’Analyse et perspectives du mouvement) un délégué membre du Mouvement Action Critique (MAC), une association syndicale de Sceaux, annonce que le MAC est favorable à la « grande UNEF » et va donc rejoindre l’UNEF-ID.
Ce contexte créé donc, de fortes tensions entre syndicats étudiants. Aussi on décide tout simplement de dissoudre le Comité de liaison qui a rempli son œuvre en organisant les États généraux. Et l’on décide de se retrouver courant mai pour faire tirer un bilan des luttes étudiantes et de l’avancement des revendications des États généraux.

#### Le financement de l’enseignement supérieur
Avant d’aller plus loin dans leurs réflexions en matière universitaire et sociale, les délégués ont tenu à dénoncer le manque d’investissement de l’État dans l’enseignement supérieur (Université et CROUS). Ils estiment qu’au minimum, la République devrait investir l’équivalent de 1 % du PIB dans l’enseignement supérieur. Cela leur paraît indispensable autant pour la qualité des formations, que pour la qualité des services annexes, comme les bibliothèques. Ils soutiennent d’ailleurs le personnel qui dénonce une diminution des effectifs de fonctionnaire et une augmentation des personnels précaires : vacataires, TUC… En résumé, ils estiment que l’enseignement supérieur à besoin d’un « financement public, [d’]un personnel fonctionnaire et des diplômes nationaux ». Ce financement doit permettre le développement d’une université plus juste.

#### Propositions pour une université plus juste
Les délégués reprennent les revendications classiques des syndicats étudiants en faveur d’une université plus juste. Cela passe d’abord par les examens. Ils demandent des conditions d’examen plus juste pour les étudiants : anonymat des copies, double correction… Ils souhaitent également que les enseignants aient une formation pédagogique et que les enseignements (et non les enseignants) soient évalués.
Le contenu des formations est aussi passé sur le crible par les États généraux. Ils rappellent d’abord un principe de base : «les études consistent à fournir à l'étudiant(e) un outil de réflexion sur la société et à lui permettre aussi d'avoir une influence active sur le mouvement de celle-ci». Ceci étant dit, ils font aussi des propositions précises devant permettre d’améliorer le taux de réussite au DEUG. Ils demandent donc plus de pluridisciplinarité et une meilleure orientation. En outre, pour favoriser l’ouverture d’esprit des étudiants et la connaissance des langues ils demandent plus de liens avec les pays étrangers. Du point de vue pédagogique, ils réaffirment leur attachement à des formations de qualité tournées vers la connaissance et non vers la seule recherche de débouchés professionnels. 
Il y a tout de même une ou deux formations qui, en raison de leurs spécificités, retiennent l’attention des délégués. En médecine ils proposent la mise en place d’un DEUG et d’une maîtrise Santé avant la sélection vers des études professionnalisées en médecine ou pharmacie. En ce qui concerne les écoles d’architecture, les délégués réclament « un diplôme (DPLG) à caractère unique et national, à équivalence européenne, et conservant sa valeur de Licence d'Exercice ».
La recherche occupe également une part importante de la réflexion des États généraux. La commission 14 lui est entièrement consacrée. Les États généraux, s’élèvent notamment contre le service national qui ne peut pas être repoussé au-delà d’un certain âge par les étudiants chercheurs. Les États généraux demandent également que les diplômes de troisième cycle soient mieux harmonisés nationalement.

#### Propositions pour créer une université en rupture avec le système en place
Mais au-delà de ces revendications classiques, certains délégués veulent aller plus loin. À plusieurs reprises, se dessine une Université où l’étudiant serait acteur de sa formation. Où il serait un membre de la communauté universitaire à égalité avec les autres (enseignants chercheurs et IATOS). Pour cela, les délégués souhaitent la mise en place d’Assemblées générales (AG) à plusieurs reprises dans une année universitaire regroupant tous les acteurs du système. Cela devrait notamment avoir lui en début de première année où une AG clôturerait une session de trois semaines consacrée à l’orientation. En outre, la pédagogie et l’organisation de l’établissement d’étude seraient débattues dans des AG en début et en fin d’année.
Les étudiants sont appelés à devenir les acteurs de leurs parcours. Dans ce cas, l’autoévaluation ferait son entrée à l’université ainsi que la possibilité de négocier avec les enseignants et l’administration un parcours personnalisé.

#### Aide sociale
Les États généraux estiment que le système d’aide sociale en place n’est pas satisfaisant. Les bourses sont, selon eux, trop faibles. Ils demandent donc une revalorisation de cette aide (de 1 400 F maximum à 2 700F). Mais les délégués constatant l’autonomie, par rapport à leurs parents, de certains étudiants proposent une allocation spécifique. Ils proposent même une allocation pour tous les étudiants qu’ils qualifient de «présalaire»  (à ce sujet voir aussi la Charte de Grenoble). Pour les étudiants chercheurs, ils réclament une aide sociale adaptée pour tous (bourse de recherche ou allocation d’étude). Enfin, ils demandent que les étudiants étrangers ne soient pas exclus du système d’aide s’ils en ont besoin.
En matière de logement et de restauration, les États généraux demandent au gouvernement de rétablir la parité État/étudiant dans les tickets de Restaurant universitaire. Ils réclament aussi la construction de nouvelles Cité universitaire notamment en région parisienne.
Mais les réflexions des États généraux ne s’arrêtent pas aux CROUS, elles passent aussi par la vie quotidienne. Les délégués demandent donc des tarifs spéciaux dans les transports, un accès plus facile à la culture et aux activités sportives, et une meilleure prise en compte de la santé des étudiants. Dans ce domaine, ils insistent sur le rôle de la MNEF. Ils dénoncent les dérives mercantiles de la mutuelle et «exige[nt] la transparence budgétaire de la MNEF, la participation de tou(te)s les cotisant(e)s pour une représentativité réelle et paritaire avec pouvoir décisionnel effectif au Conseil d'Administration».

#### Lutte contre la discrimination
Lors du mouvement contre le projet de loi Devaquet, les étudiants mobilisés ont fait connaître leur opposition à la sélection. Cette idée a bien sûr été reprise par les États généraux. Les délégués constatent que si la sélection officielle est bien abandonnée, il reste tout de même un phénomène complexe de sélection sociale.
Une meilleure orientation des catégories sociales défavorisée et un renforcement des aides sociales doivent permettre de lutter contre ce phénomène. Ils veulent aussi que l’Université soit ouverte à tous tout au long de la vie. Ils demandent donc des aménagements pour les étudiants salariés.
Mais la discrimination, selon les délégués, frappe plus durement les étudiants étrangers et les femmes. Sur ce premier point, les États généraux dénoncent une politique gouvernementale de plus en plus dure à l’égard des étrangers (réforme du code de la nationalité...). De manière générale, ils demandent qu’une inscription donne systématiquement droit à une carte de séjour. En ce qui concerne les femmes, leur lutte a fait l’objet, d’une réflexion particulièrement riche, la commission 17 lui était d’ailleurs consacré. Cette dernière n’a pas épargné le mouvement étudiant, ni les États généraux. «Il ne suffit pas d'arborer un badge "macho non merci", destiné à un dédouanement personnel et collectif, qui dispense ou évite d'interroger ce que l'imaginaire singulier reproduit des pratiques sexistes et n'en veut rien savoir» . Concrètement, les États généraux adoptent l’idée de développer les commissions femmes dans le mouvement étudiant et de promouvoir quelques revendications spécifiques. Dans ce sens, c’est surtout le problème des étudiants parents qui retient l’attention. Les délégués demandent des horaires aménagés pour eux, mais surtout des crèches universitaires et une allocation spécifique.

#### Le Forum international
En marge des États généraux, s’est tenu un Forum international, l’occasion pour des étudiants en lutte venus d’une dizaine de pays de ce retrouver et d’échanger leurs points de vue. Cette rencontre a permis de mettre en lumière la diminution dans la plupart des pays du financement de l’État dans l’enseignement supérieur et donc, l’augmentation des frais d’inscription et la part toujours plus importante du privé à l’Université. Ils ont aussi mis en avant la nécessité d’harmoniser les formations, notamment dans le cadre européen.

## Portée des États généraux
Si les États généraux n’ont pas apporté beaucoup de nouveauté dans les revendications étudiantes ils ont surtout été l’occasion de faire le point sur la situation de l’enseignement supérieur et les changements espérés par la communauté étudiante. Les délégués ont rappelé leur attachement au cadre national de l’enseignement. Les États généraux se sont élevés contre les discriminations notamment sociales qui frappent enseignement supérieur. Ils ont donc demandé que l’aide sociale soit mieux adaptée à la réalité du terrain. Mais les étudiants ont aussi montré, qu’ils voyaient plus loin que l’Université et le CROUS, en se penchant sur la cause des femmes, la culture, le racisme... Les idées compilées par les États généraux, vont se retrouver en grande partie dans les revendications des syndicats étudiants pour les années à venir et encore largement dans celles des syndicats actuels.
Mais les États généraux ont échoué dans leur entreprise d’unification du mouvement étudiant. Chaque syndicat est reparti avec ses bataillons de militants et les indépendants sont restés éparpillés. L’unité devait se faire au quotidien. De fait, hormis lors de quelques mobilisations, elle ne se fera pas. La première tentative sérieuse d’unification syndicale n’aura pas lieu avant 2001 et la réunification de l’UNEF.